# Promiopteryx granadensis
Promiopteryx granadensis är en bönsyrseart som beskrevs av Henri Saussure 1870. Promiopteryx granadensis ingår i släktet Promiopteryx och familjen Thespidae. Inga underarter finns listade i Catalogue of Life.